# Christophe Guérin
Christophe Guérin, född 1758 i Strassburg, död där 1831, var en fransk kopparstickare. Han var bror till Jean-Urbain Guérin.
Guérin, som var elev till Friedrich Müller, blev professor i teckning och konservator vid Strassburgs museum. Han utförde en stor mängd stick: Cagliostro (1781), La Fayette och Custine (1793), av huvudblad: Ängeln med Tobias efter Rafael, Amor avväpnad av Venus och Magdalena efter Correggio, Musernas dans efter Giulio Romano samt de patriotiska bladen: Minne från 1791, Liberté-Égalité med flera. Den Kongelige Kobberstiksamling i Köpenhamn har ett par blad av Guérin. 

## Fotnoter
1. ↑  Isidore, Isidore-ID: guerin_christophe_illustrateur, läst: 9 oktober 2017.[källa från Wikidata]
2. ↑  Isidore, Isidore-ID: guerin_christophe_graveur, läst: 9 oktober 2017.[källa från Wikidata]
3. ↑  AGORHA, AGORHA person-/institution-ID: 62507, läs online, läst: 9 oktober 2017.[källa från Wikidata]
4. ↑  Benezit Dictionary of Artists, Oxford University Press, 2006 och 2011, ISBN 978-0-19-977378-7, Benezit-ID: B00080446, läs online, läst: 9 oktober 2017.[källa från Wikidata]
5. ↑  Tjeckiska nationalbibliotekets databas, NKC-ID: mzk2017937650, läst: 22 februari 2022.[källa från Wikidata]
6. ↑  RKDartists, RKDartists-ID: 34469, läst: 22 juni 2020.[källa från Wikidata]
7. 1 2  Tjeckiska nationalbibliotekets databas, NKC-ID: mzk2017937650, läst: 17 december 2022.[källa från Wikidata]